# Crkovnica
Crkovnica (en serbe cyrillique : Црковница) est un village de Serbie situé sur le territoire de la Ville de Leskovac, district de Jablanica. Au recensement de 2011, il comptait 75 habitants.

## Démographie
| 1948 | 1953 | 1961 | 1971 | 1981 | 1991 | 2002 | 2011 |
| ---- | ---- | ---- | ---- | ---- | ---- | ---- | ---- |
| 526  | 556  | 495  | 390  | 282  | 175  | 133  | 75   |

|  |